# Вазей, Мариус
Мариус Антонин Аннет Франциск Вазей (фр. Antonin Annes Francisque Marius Vazeilles; 29 июля 1881[…], Мессе, Пюи-де-Дом — 7 июня 1973[…], Мемак, Коррез) — французский политик, профсоюзный деятель, лесовод, антрополог и археолог; лидер крестьянского движения, концентрирующегося вокруг Крестьянского совета (французской секции Крестинтерна).

## Биография
Мариус Антонин Аннет Франциск Вазей родился 29 июля 1881 года в Мессе в семье лесника. Окончив школу Барреса сначала преподавал в качестве стажера-учителя в Сен-Сов-д'Овернь, но решил пойти по стопам отца и с 1911 по 1912 год занимал пост генерального смотрителя водных и лесных ресурсов Мориака. В 1913 году он был прикомандирован к отделу улучшения сельского хозяйства и поселился в Мемаке.
За свои социалистические убеждения был смещен с должности, а после начала Первой мировой войны мобилизован на фронт. В 1915 году он был откомандирован из армии (после вмешательства Анри Кёя) для освоения плато Милеваш. Он подробно инвентаризировал этот регион и в 1917 году опубликовал свою работу «Mise en Valeur du Plate de Millevaches», которая стала одной из фундаментальных работ по развитию лесного и сельского хозяйства в этой области.

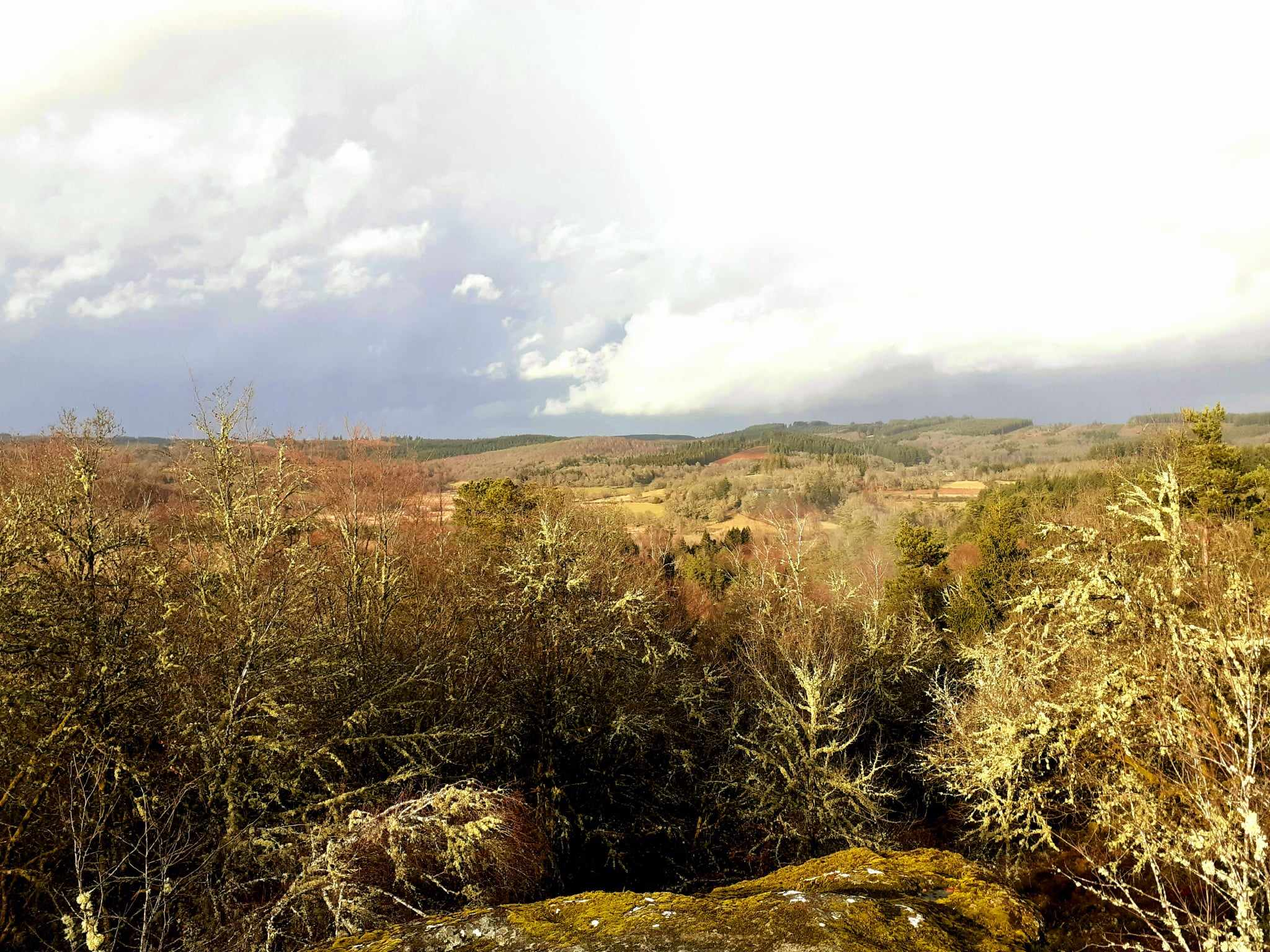
Плато Милеваш

В 1919 году он покинул управление водных и лесных ресурсов и экспертом по лесному хозяйству в Меймаке. Также увлеченный археологией, Вазей стал специалистом по галльскому, галло-римскому и меровингскому периодам, следы которых он выделил ещё на плато Милеваш. Он неустанно искал, классифицировал и публиковал свои открытия, которые затем объединил в прекрасно каталогизированные коллекции.
В 1920 году М. Вазей вступил во Французскую коммунистическую партию. В 1922 году в департаменте Коррез он организовал Федерацию трудящихся крестьян. Он редактировал орган Федерации «Paysan travailleur».
В 1923 Вазей принял участие в 1-й Международной крестьянской конференции в городе Москве. Федерация трудящихся крестьян вступила в Крестьянский Интернационал, и Везей, как её генеральный секретарь, был избран членом президиума Международного крестьянского совета.

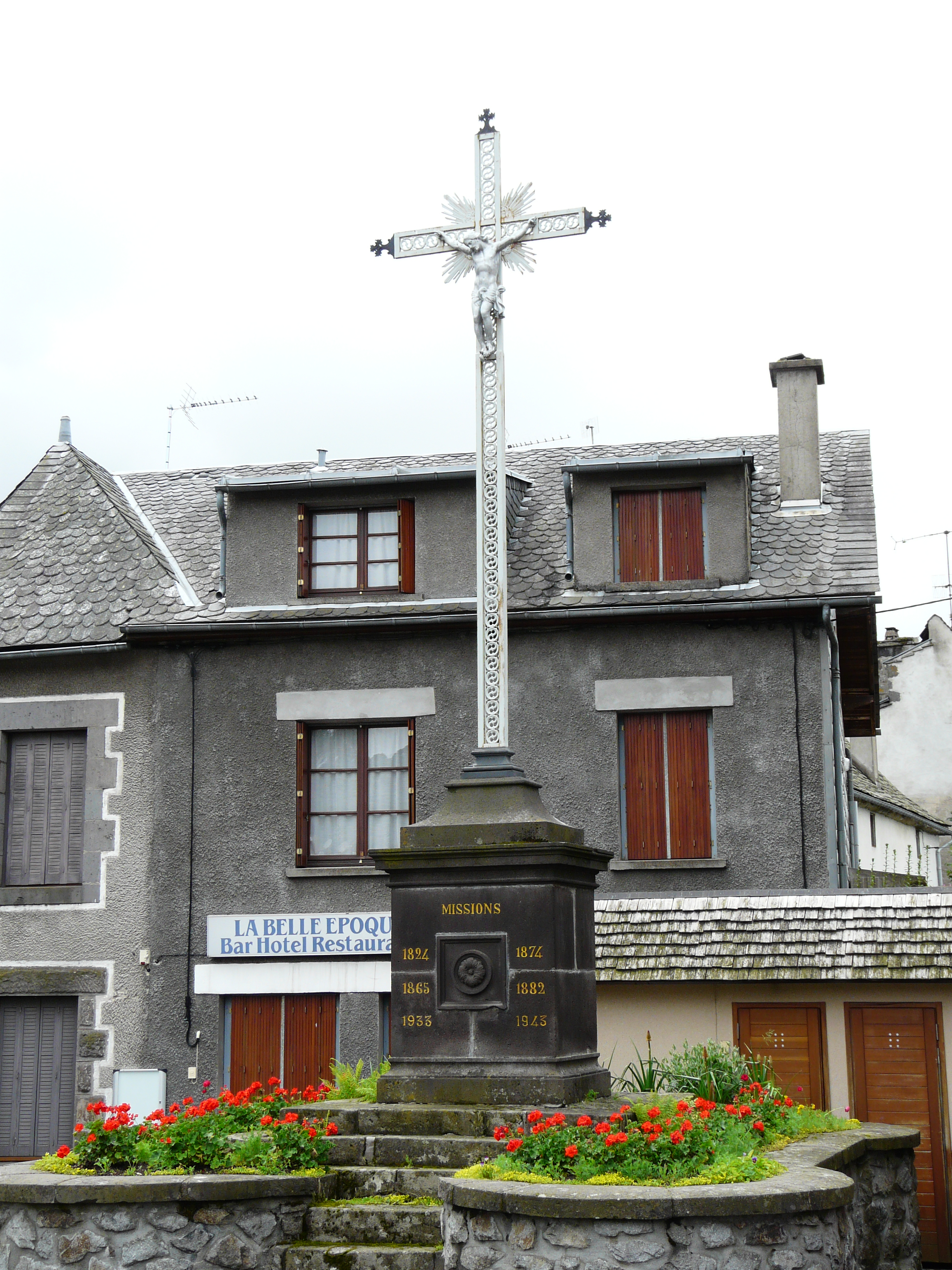
Тов (Овернь — Рона — Альпы)

Вазей работал в его печатном органе «Крестьянский Интернационал». Он участвовал и во 2-м пленуме Крестинтерна (1925). В то же время Вазей вёл активную работу по организации Французского крестьянского совета (1925) и входил в его бюро как секретарь отдела пропаганды.
Одобрив подписание германо-советского пакта и примкнув к французской рабоче-крестьянской группе, созданной взамен распущенной в Палате депутатов коммунистической группы, 8 октября 1939 года был арестован, 21 января 1940 года лишён мандата и приговорен (3 апреля) 3-м военным судом Парижа к 4 годам лишения свободы условно, штрафу в 4000 франков и 5 годам запрета на выезд. Он был помещен под домашний арест в городке Тов до августа 1944 года.
Вазей отмежевался от Коммунистической партии Франции в феврале 1940 года и больше не участвовал в её работе; 30 декабря 1944 года он был официально исключён из её членов.
Мариус Антонин Аннет Франциск Вазей умер 7 июня 1973 года в Мемаке.